# René Verriet de Litardière
René Verriet de Litardière, dénommé souvent René de Litardière, (Mazières-en-Gâtine, 24 juin 1888 - Mazières-en-Gâtine, 24 octobre 1957) est un botaniste français.

## Biographie
Il est issu d'une longue lignée de hobereaux poitevins et il est le fils d'un médecin, Charles Verriet de Litardière, botaniste amateur.
Il obtient un baccalauréat, au lycée Fontanes de Niort, en 1905. Il devient licencié des sciences naturelles en 1908 et poursuit des études de médecine et de botanique à l’Institut botanique de Poitiers. Durant la Première Guerre mondiale, il est mobilisé comme médecin auxiliaire.
À l'issue de cette guerre, il rejoint l'Université de Lille, d'abord comme assistant en 1919, puis comme préparateur, de 1921 à 1928, enfin comme chef des travaux pratiques de botanique, de 1928 à 1931. Il soutient une thèse de doctorat des sciences à Paris, le 10 décembre 1921, sur la cytologie des fougères.
En 1931, il devient directeur de l’Institut de botanique de la faculté des sciences de Grenoble, jusqu'à sa retraite en 1954. Pendant ces années, il est également directeur du jardin botanique du col du Lautaret (situé dans les Hautes-Alpes et dépendant de l'Université de Grenoble), bien que ce jardin alpin l'intéresse peu.
Il est des membres fondateurs de la Station internationale de géobotanique méditerranéenne et alpine de Montpellier en 1930 avec la fonction de secrétaire général. Il est, à partir de 1946, membre correspondant de l’Institut de France.
En 1954, atteint d'une maladie mortelle, il se retire dans sa ville natale.

## L'herbier corse
L'herbier (de 25 à 30000 échantillons) de René Verriet de Litardière a été légué par son fils en 1996 au Conservatoire Botanique de Genève.

## Ses publications
- Voyage botanique en Corse (juillet-août 1908), Monnoyer, 1909
- Formation des chromosomes hétérotypiques chez le Polypodium vulgare L., 1912
- Variations de volume du noyau et de la cellule chez quelques fougères durant la prophase hétérotypique, 1913
- Le Botrychium simplex Hitchc. en Corse, Brulliard, 1927, 734 p.
- Les pozzines du massif de l'Incudine, dans Contributions à l'étude phytosociologique de la Corse, René Viguier, 1930, 18 p.
- Nouvelles contributions à l'étude de la flore de la Corse, fasc.4, Ed. des Archives de Botanique, 1930, 10 p.
- Notes sur des Ptéridophytes et Phanérogames observées en Corse au cours de la session de la Société botanique de France (août 1930), Brulliard, 1932, 77 p.
- Contributions à l'étude biogéographique de quelques Graminées de l'élément oriental dans les Alpes de Savoie et du Dauphiné, 1934
- Festuca Graeciae: Enumération des Festuca récoltés, 1942, 4 p.
- Notes sur quelques Festuca d'Espagne, 1943, 4 p.
- Sur quelques Graminées de Tunisie, 1945
- Contribution à l'étude du genre Festuca, 1945
- Sur les exsiccata de plantes corses de Soleirol[4], 1953

Il est le continuateur du Prodrome de la flore corse de John Briquet (1870-1931). 
- Prodrome de la flore corse comprenant les résultats botaniques de six voyages en Corse: Catalogue critique des plantes vasculaires de la Corse. Papaveraceae-Leguminosae, vol. 2, part.1, P. Lechevalier, 1913

## Hommages
Son nom est donné à la Herniaire de Litardière, sous-espèce de la Herniaire à feuilles larges (Herniaria latifolia ssp. litardierei)